# Roman Rozen
Roman Romanovitj Rozen (ryska: Роман Романович Розен), född 24 februari (12 februari enligt gamla stilen) 1847 i Reval, död 1921 eller 1922 i New York, var en rysk baron och diplomat. Han var bror till Viktor Rozen. 
Rozen var ryskt sändebud i Tokyo 1902–04 och i Washington, D.C., 1905–11 samt representerade tillsammans med Sergej Witte Ryssland vid fredsförhandlingarna med Japan i Portsmouth 1905. Han hade motarbetat den ryska politiken i Manchuriet, vilken 1904 ledde till rysk-japanska kriget, och sedermera kritiserade han 1912 den ryska utrikespolitikens dåtida tyskfientliga och panslaviska riktning, vilken enligt hans mening var oförenlig med den Österrike-Ungerns bestånd och därför kunde befaras leda till ett världskrig.
Roman var medlem av ryska riksrådet och höll där 1916 ett uppmärksammat tal, i vilket han förutsade ett ryskt revolutionsutbrott. Han förordade efter februarirevolutionen 1917 i ett i pressen publicerat öppet brev rysk separatfred med Tyskland. Sina diplomatminnen samlade han i Forty Years of Diplomacy (två band, 1922).